# Cinnyris souimanga
Cinnyris souimanga là một loài chim trong họ Nectariniidae.